# Psilopa urbana
Psilopa urbana är en tvåvingeart som beskrevs av Canzoneri och Rampini 1994. Psilopa urbana ingår i släktet Psilopa och familjen vattenflugor.
Artens utbredningsområde är Sierra Leone. Inga underarter finns listade i Catalogue of Life.